# Herren og hans tjenere
Pour plus de détails, voir Fiche technique et Distribution.
Herren og hans tjenere (titre international anglais : The Master and His Servants) est un film dramatique norvégien  écrit et réalisé par Arne Skouen et sorti en 1959.  
Le film est basé sur une pièce de 1955 d'Axel Kielland, qui joue également un personnage mineur dans le film. La pièce et le film sont basés sur des événements réels s'étant déroulés en Suède. 
Herren og hans tjenere a été présenté en compétition dans la section principale au 9e Festival international du film de Berlin.

## Synopsis
Juste après que Sigurd Helmer (Claes Hill) a été ordonné évêque, son grand rival Tornkvist (Georg Løkkeberg) remet une lettre à la police affirmant que Helmer a obtenu son poste par des moyens déloyaux. Une lutte de pouvoir entre les deux s'ensuit, ce qui a de graves implications pour Helmer. La lettre prouve que Helmer a calomnié son concurrent Tornkvist dans des lettres anonymes.
Tornkvist révèle ses accusations lors du dîner inaugural chez l'évêque. En même temps, il annonce ses fiançailles avec la fille de l'évêque, Agnès (Anne-Lise Tangstad), qui se range à ses côtés contre son propre père. Tornkvist et Agnès partent et la fête s'interrompt dans la confusion. Helmer se retrouve avec sa femme, déchirée entre son amour pour son mari et sa foi chrétienne. Elle veut qu'il accepte la responsabilité comme un vrai chrétien. Finalement, il apparaît que le secrétaire de Helmer avait écrit les lettres anonymes calomniant Tornkvist. Le secrétaire écrit des aveux et tente de se suicider.

## Fiche technique
- Titre original : Herren og hans tjenere
- Titre international : The Master and His Servants
- Réalisation : Arne Skouen
- Scénario : Arne Skouen, d'après une pièce de théâtre d'Axel Kielland
- Photographie : Finn Bergan
- Montage : Bjørn Breigutu
- Musique : Gunnar Sønstevold
- Pays d'origine : Norvège
- Langue originale : norvégien
- Format : noir et blanc
- Genre : drame
- Durée : 83 minutes
- Dates de sortie :  
  - Norvège : 2 mars 1959
  - Allemagne de l'Ouest : Juin 1959 (Berlin International Film Festival)
  - Suède : 2 novembre 1959
  - Danemark : 7 janvier 1964

## Distribution
- Claes Gill : Sugurd Helmer, évêque
- Wenche Foss : Mme Helmer
- Georg Løkkeberg : Arvid Tornkvist, Dr théologien
- Urda Arneberg : Mlle Monsen
- Lars Andreas Larssen : Leif Helmer
- Anne-Lise Tangstad : Agnès Helmer
- Sverre Hansen : le procureur de la République
- Harald Heide Steen : le défenseur
- Axel Kielland : le juge
- Einar Sissener : l'officier de police
- Egil Hjorth-Jenssen : le réparateur de machines à écrire
- Helge Essmar : prédicateur
- Hans Coucheron-Aamot : Steen, évêque
- Carl Frederik Prytz : Prest